# 村山修一
村山 修一（むらやま しゅういち、1914年5月30日- 2010年4月16日）は、日本の歴史学者。文学博士（京都大学・1961年）（学位論文「日本中世都市生活の研究：特に中世京都の都市生活における社会と宗教との関係を顧慮しての」）。大阪女子大学名誉教授。皇族が歴代門主を務めた妙法院に残る膨大な文献史料類の翻刻に尽力し、『妙法院日次記』として刊行された。方広寺（京の大仏）は、江戸時代に妙法院の管理下にあったことから、それについての研究も行った。1987年勲三等旭日中綬章受章。

## 来歴・人物
大阪市生まれ。1937年、京都帝国大学文学部史学科卒業。1961年、「日本中世都市生活の研究：特に中世京都の都市生活における社会と宗教との関係を顧慮しての」で京都大学より文学博士の学位を取得。京都女子大学助教授、1955年、大阪女子大学助教授、教授、1978年、定年退官、名誉教授。愛知学院大学教授。1987年、勲三等旭日中綬章を受章。中学時代に国語の教師による柳田国男の『蝸牛考』の解説に接したことがきっかけとなり、民衆思想史・庶民信仰史の研究に向かう。日本中世の寺院・神社を研究した。ほか蝶の研究もおこなった。2010年4月16日死去。享年96。

## 著書
- 『神仏習合と日本文化』弘文堂書房〈教養文庫〉 1942
- 『明月記 鎌倉時代の社会と世相』高桐書院〈国民生活記録叢書〉 1947
- 『中世日本人の宗教と生活』目黒書店〈目黒学徒叢書 史学之部〉 1948
- 『鎌倉時代の庶民生活』臼井書房 1949
- 『日本都市生活の源流』関書院 1953
- 『新日本史概論』関書院 1954
- 『藤原定家』関書院 1956
- 『神仏習合思潮』平楽寺書店〈サーラ叢書〉 1957
- 『平安京 公家貴族の生活と文化』至文堂〈日本歴史新書〉 1957
- 『藤原定家』吉川弘文館〈人物叢書〉 1962
- 『浄土教芸術と弥陀信仰』至文堂〈日本歴史新書〉 1966
- 『山伏の歴史』塙書房〈塙選書〉 1970
- 『本地垂迹』吉川弘文館〈日本歴史叢書〉 1974
- 『古代仏教の中世的展開』法蔵館 1976
- 『中国の蝶』ニュー・サイエンス社 1979.8
- 『日本陰陽道史話』大阪書籍〈朝日カルチャーブックス〉 1987 のち平凡社ライブラリー
- 『習合思想史論考』塙書房 1987.11
- 『変貌する神と仏たち 日本人の習合思想』人文書院 1990.3
- 『日本陰陽道史総説』塙書房 1991.4
- 『修験の世界』人文書院 1992.7
- 『比叡山史 闘いと祈りの聖域』東京美術 1994.2
- 『天神御霊信仰』塙書房 1996.1
- 『修験・陰陽道と社寺史料』法藏館 1997.1
- 『皇族寺院変革史 天台宗妙法院門跡の歴史』塙書房 2000.10
- 『京都大仏御殿盛衰記』法藏館 2003.1
- 『変革期の人傑』2003.12 塙書房〈塙選書〉
- 『日本先覚者列伝』2005.4 塙書房〈塙選書〉
- 『神仏習合の聖地』法藏館 2006.11
- 『安土桃山時代の公家と京都 西洞院時慶の日記にみる世相』塙書房 2009.3

## 共著編
- 『日本史提要』今中寛司,上横手雅敬共著 関書院 1958
- 『葛川明王院史料』吉川弘文館 1964
- 『比叡山 その宗教と歴史』景山春樹共著 日本放送出版協会(NHKブックス) 1970
- 『比叡山と天台仏教の研究』名著出版(山岳宗教史研究叢書) 1975
- 『天神信仰』雄山閣出版(民衆宗教史叢書) 1983
- 『陰陽道基礎史料集成』東京美術 1987.11
- 『神道大系 論説編 17 修験道』神道大系編纂会 1988.3
- 『神道大系 論説編 2 真言神道 下』神道大系編纂会 1992.11
- 『普通唱導集』翻刻・解説 法藏館 2006.5